# Municipio de Ely
El municipio de Ely (en inglés: Ely Township) es un municipio ubicado en el condado de Marquette en el estado estadounidense de Míchigan. En el año 2010 tenía una población de 1952 habitantes y una densidad poblacional de 5,36 personas por km².

## Geografía
El municipio de Ely se encuentra ubicado en las coordenadas 46°25′9″N 87°48′37″O / 46.41917, -87.81028. Según la Oficina del Censo de los Estados Unidos, el municipio tiene una superficie total de 363.96 km², de la cual 355.53 km² corresponden a tierra firme y (2.32%) 8.43 km² es agua.

## Demografía
Según el censo de 2010, había 1952 personas residiendo en el municipio de Ely. La densidad de población era de 5,36 hab./km². De los 1952 habitantes, el municipio de Ely estaba compuesto por el 97.08% blancos, el 0.1% eran afroamericanos, el 1.18% eran amerindios, el 0.1% eran asiáticos, el 0.05% eran isleños del Pacífico, el 0.05% eran de otras razas y el 1.43% pertenecían a dos o más razas. Del total de la población el 0.61% eran hispanos o latinos de cualquier raza.